# Kim Seo-yeong
Dans ce nom, le nom de famille, Kim, précède le nom personnel coréen.
Kim Seo-yeong (en hangeul : 김 서영 ; née le 17 mars 1994 à Gyeonggi) est une nageuse sud-coréenne, spécialiste des quatre nages.

## Carrière
Elle bat le record national du 200 m 4 nages pour remporter la médaille de bronze lors des Jeux de l'Asie de l'Est de 2009 à Hong Kong. Elle est médaillée de bronze du 200 mètres 4 nages et du 400 mètres 4 nages à l'Universiade d'été de 2017 à Taipei.
Aux Jeux asiatiques de 2018 à Jakarta, elle est médaillée d'or du 200 mètres 4 nages et médaillée d'argent du 400 mètres 4 nages. 
Elle remporte aux Jeux asiatiques de 2022 à Hangzhou la médaille d'argent du relais 4 × 100 mètres 4 nages et deux médailles de bronze, sur le relais 4 × 200 mètres nage libre et sur 200 mètres 4 nages.
Elle est nommée porte-drapeau de la délégation sud-coréenne aux Jeux olympiques d'été de 2024 à Paris en compagnie de l'athlète Woo Sang-hyeok.